# Totobingol
Il Totobingol è stato un concorso a premi gestito dall'Amministrazione Autonoma dei Monopoli di Stato (AAMS), le cui modalità di partecipazione e di assegnazione dei premi sono state regolamentate dal decreto 15 giugno 1998 del Ministero dell'Economia e delle Finanze, articoli 35 e seguenti.
Il gioco, ideato dal CONI, fu istituito per la prima volta in Italia nell'estate del 1996 dopo alcune sperimentazioni venendo poi sospeso definitivamente dal Ministero dell'Economia e delle Finanze nel 2003.

## Modalità di gioco
Il regolamento in vigore dall'estate del 1996 prevedeva che lo scommettitore dovesse indovinare, su una schedina recante numeri da 1 a 90 più le caselle R1 ed R2 per i gol segnati nei minuti di recupero del primo e del secondo tempo di una partita, il minuto esatto dei primi quattro gol segnati e degli ultimi tre gol dei sei match riportati nella schedina del Totocalcio ad esclusione del posticipo serale. Qualora non vi siano stati gol o la partita non fosse stata valida tra le prime sei partite riportate nella schedina del Totocalcio, subentravano quattro partite di riserva per determinare la combinazione vincente. Inoltre, se non vi erano stati gol nelle partite principali e in quelle di riserva, il jackpot veniva assegnato nel concorso successivo.
Erano previsti premi per gli scommettitori che indovinano fino a un minimo di 5 numeri (la vittoria con 7 numeri è una vincita di 1ª categoria, a seguire le altre fino alla 3ª categoria).
Qualora la vincita di prima categoria (il 7) non veniva assegnata essa veniva aggregata al jackpot, che è il montante formato dalla somma delle vincite di prima categoria non assegnate nei concorsi precedenti.
Tale jackpot è azzerato ogni volta che uno o più scommettitori risultano vincenti con 7 numeri indovinati.
La divisione del montepremi è come segue:
- 40% (più eventuale jackpot) alle vincite di 1ª categoria;
- 30% alle vincite di 2ª categoria;
- 30% alle vincite di 3ª categoria.